# Benny Neyman
Wilhelmus Albertus (Benny) Neyman (Maastricht, 9 de juny de 1951 – Soesterberg, 7 de febrer de 2008) fou un cantautor neerlandès.
Neyman nasqué a Maastricht l'any 1951. Era fill de minaire. Després de l'ensenyament secundari se'n va anar a Amsterdam i presentar-se a l'Academie voor Kleinkunst (trad.: escola superior de "arts menors", un mot neerlandès per a designar el cant popular, el cabaret, etc.) on volia estudiar de cantant, sota la influència del cantant Wim Sonneveld, el seu exemple de sempre. Un altre dels seus mentors era la cantant Conny Vandenbos, que considerava com sa mare artística.
Del seu primer àlbum «Ik wilde als Orpheus zingen» (trad.: Voldria cantar com Orfeu) amb cançons introvertits i tranquils només van vendre 300 còpies. El seu primer èxit era el single «Lotje» i l'LP «Samen zijn we rijk» (trad.: Junts som rics). El 1985, va ser un des primers cantants neerlandesos que va organitzar una gira als teatres tot arreu del país, amb un programa fet només de cançons. Va esdevenir una tradició i des d'aleshores cada any va tornar al teatre amb un espectacle nou.
El compositor grec Nikos Ignatiadis va compondre el seu primer èxit que va arribar al número ú Waarom fluister ik je naam nog. Va descobrir la música política de Mikis Theodorakis durant un viatge cap a Creta, encara a l'època de la Dictadura dels Coronels (1967-1974). Aquesta tradició musical va inspirar-lo molt. Si la majoria dels seus cançons són balades poètiques o melancòliques sovint autobiogràfiques, certs texts són més militants quan s'enfadava contra l'adveniment del neofeixisme. Va escriure ell mateix la lletra de gairebé totes les seves cançons, que sovint tenen un substrat autobiogràfic.
El 2004 va tornar als seus arrels amb l'àlbum «Trök naar Blouwdörrep» (en limburguès). A l'octubre 2007 va sortir el seu darrere àlbum «Onverwachts» (trad.: Inesperat), una ruptura amb el seu estil melancòlic-grec, ans al contrari una mescla d'Astor Piazzolla i Pierre Kartner. Al desembre 2007 va donar el seu darrere concert, durant un in memòriam per a Conny Vandenbos.
Nogensmenys aquest àlbum era la conclusió d'un any embolicat: va rompre amb el seu empresari de vint-i-vuit anys i durant uns mesos va perdre la veu. Molt deprimit, va voler aturar de debò de cantar. El seu espòs, Hans van Barneveld, amb qui ja vivia per més de vint anys i que mai no va ocupar-se de la seva carrera, va esdevenir el seu empresari. Projectaven una gira teatral el 2008, però poc després lli van descobrir un càncer molt agressiu i va morir el 7 de febrer següent. Va ser sebollit al cementiri Rusthof a Amersfoort.

## Reconeixement
Molts dels seus discs van obtenir un Disc d'or als Països Baisos i a Bèlgica. Va realitzar quatre discs a Alemanya amb traduccions de les seves cançons que van obtenir el mateix èxit que les versions neerlandeses, en versió alemanya, l'àlbum més conegut va ser Dann ruf ich wieder Deinen Namen.
El 1995, va rebre el premi Gouden Harp, un premi per a una carrera mereixedora d'artistes de cançó lleugera neerlandesa.